# Paracyprichromis
Paracyprichromis és un gènere de peixos pertanyent a la família dels cíclids.

## Distribució geogràfica
Es troba a l'Àfrica oriental: és un endemisme del llac Tanganyika.

## Taxonomia
- Paracyprichromis brieni (Poll, 1981)[4]
- Paracyprichromis nigripinnis (Boulenger, 1901)[5][6][7][8][9][10][11]